# Тип 2 (штык-нож)
Штык образца 1942 года Тип 2 (Shisei Isshiki Tanken) — японский штык — нож, представляющий собой стандартный штык Тип 30 с укороченным до 200-мм клинком.

## Описание
Штык Тип 2 использовался с винтовками системы Арисака и пистолет-пулеметом Тип 100. Кроме того, штык проходил полевые испытания с короткой винтовкой Тип 99, но мог примыкаться и к разборной винтовке парашютистов Тип 2. Предназначался для вооружения японских парашютистов.
Клинок штыка однолезвийный, с долом с обеих сторон. Рукоять с деревянными щечками, скреплёнными с хвостовиком винтами. Ножны стальные со скобой и шариком на конце.
Судя по известным номерам штыков, их было выпущено всего около 10 тысяч экземпляров.